# Денница (Ямболская область)
Денница (болг. Денница) — село в Болгарии. Находится в Ямболской области, входит в общину Болярово. Население составляет 93 человека.

## Политическая ситуация
Кмет (мэр) общины Болярово — Христо Димитров Христов (Болгарская социалистическая партия (БСП)) по результатам выборов.